# Страницы истории нашей Родины
«Страни́цы исто́рии на́шей Ро́дины» (первоначальное название «История нашей Родины»; редко — «Из истории нашей Родины») — научно-популярная книжная серия, выпускавшаяся издательством «Наука» в Москве и его отделениями в Ленинграде и Новосибирске в 1970—1990-е годы.
Входила в «Серию научно-популярных изданий АН СССР».
Формат: 84×108/32 (~130×205 мм); у большинства изданий обложка бумажная.

## «История нашей Родины»

### 1975
- Берхин И. Б. Создание развитого социалистического общества. — М.: Наука, 1975. — 192 с. — 19 500 экз.
- Курмачёва М. Д. Петербургская академия наук и М. В. Ломоносов / отв. ред. акад. Л. В. Черепнин. — М.: Наука, 1975. — 80 с. — 22 700 экз.
- Нечкина М. В. Декабристы. — М.: Наука, 1975. — 184 с.
- Скрынников Р. Г. Иван Грозный / отв. ред. А. М. Сахаров. — М.: Наука, 1975. — 248 с. — 150 000 экз.

### 1976
- Белов С. В., Толстяков А. П. Русские издатели конца XIX — начала XX вв. / отв. ред. акад. Д. С. Лихачёв. — Л.: Наука, Ленингр. отд-ние, 1976. — 172, [8] с. — 25 000 экз.
- Буганов В. И. Крестьянские войны в России XVII—XVIII вв. — М.: Наука, 1976. — 224, [8] с. — 35 000 экз.
- Ирошников М. П. Во главе Совнаркома: государственная деятельность В. И. Ленина в 1917—1922 гг. / отв. ред. В. А. Шишкин. — Л.: Наука, Ленингр. отд-ние, 1976. — 216 с. — 5000 экз.
- Павлюченко Э. А. В добровольном изгнании: о жёнах и сёстрах декабристов. — М.: Наука, 1976. — 160, [16] с.
- Поляков Ю. А., Чугунов А. И. Конец басмачества. — М.: Наука, 1976. — 184 с. — 75 000 экз.

### 1977
- Драчук В. С. Рассказывает геральдика. — М.: Наука, 1977. — 256 с. — Допечатка тиража 73 000 экз.
- Ирошников М. П. Во главе Совнаркома: государственная деятельность В. И. Ленина в 1917—1922 гг.. — Л.: Наука, Ленингр. отд-ние, 1977. — 216 с.
- Поляков Ю. А. Великая Октябрьская. — М.: Наука, 1977. — 142 с.

### 1980
- Павлюченко Э. А. В добровольном изгнании: о жёнах и сёстрах декабристов / Отв. ред. д.и.н. А. Ф. Смирнов. — М.: Наука, 1980. — 160, [16] с. — (История нашей Родины). — Доп. тиража 150 000 экз.
- Скрынников Р. Г. Иван Грозный. — М.: Наука, 1980. — 247 с. — Доп. тиража 75 000 экз.

### 1982
- Нечкина М. В. Декабристы. — Изд. 2-е испр. и доп. — М.: Наука, 1982. — 182 с.

### 1983
- Нечкина М. В. Декабристы. — Изд. 2-е испр. и доп. — М.: Наука, 1983. — 184 с. — Допечатка тиража ХХХ экз.
- Скрынников Р. Г. Иван Грозный. — М.: Наука, 1983. — 248 с. — Допечатка тиража 200 000 экз.

### 1984
- Павлюченко Э. А. В добровольном изгнании: о жёнах и сёстрах декабристов. — М.: Наука, 1984. — 160 с. — Допечатка тиража ХХХ экз.

## «Страницы истории нашей Родины»

### 1977
- Кругликова И. Т. Синдская гавань. Горгиппия. Анапа / отв. ред. Т. В. Блаватская. — М.: Наука, 1977. — 88 с. — 50 000 экз.
- Хесин С. С. Моряки в борьбе за Советскую власть / отв. ред. В. И. Ачкасов. — М.: Наука, 1977. — 176 с. — 60 000 экз.
- Шепелёв Л. Е. Отменённые историей: чины, звания и титулы в Российской империи / отв. ред. П. А. Зайончковский. — Л.: Наука, Ленингр. отд-ние, 1977. — 152 с. — 5000 экз.

### 1978
- Кирсанов Н. А. Место назначения — фронт / отв. ред. П. Ф. Исаков. — М.: Наука, 1978. — 120 с. — 50 000 экз.
- Клименко В. А. Борьба с контрреволюцией в Москве (1917—1920) / отв. ред. Е. Г. Гимпельсон. — М.: Наука, 1978. — 192 с. — 61 000 экз.
- Лозинская Л. Я. Во главе двух академий: [О Е. Р. Дашковой] / отв. ред. А. А. Преображенский. — М.: Наука, 1978. — 144 с. — 180 000 экз.
- Мацуленко В. А. Бастион мира / отв. ред. М. Е. Монин. — М.: Наука, 1978. — 176 с. — 40 000 экз.
- Скрынников Р. Г. Борис Годунов. — М.: Наука, 1978. — 192, [8] с.
- Кругликова И. Т. Синдская гавань. Горгиппия. Анапа Издание 2-е, дополненное / отв. ред. Т. В. Блаватская. — М.: Наука, 1978. — 88 с. — 50 000 экз. (допечатка)

### 1979
- Брашинский И. Б. В поисках скифских сокровищ / отв. ред. акад. Б. Б. Пиотровский. — Л.: Наука. Ленингр. отд-ние, 1979. — 144, [24] с. — 50 000 экз.
- Золотарёв В. А., Межевич М. Н. История нелёгкой победы: Русско-турецкая война 1877—1878 гг. / отв. ред. И. И. Ростунов. — М.: Наука, 1979. — 80 с. — 59 000 экз.
- Лозинская Л. Я. Во главе двух академий: [О Е. Р. Дашковой]. — М.: Наука, 1979. — 144 с.
- Меметов В. С. Защищая Москву: Интеллигенция столицы в период битвы под Москвой / Отв. ред. д.и.н. А. Д. Колесник. — М.: Наука, 1979. — 136 с. — 87 000 экз.
- Павлова Л. Я. Декабристы — участники войн 1805—1814 гг. / отв. ред. Л. Г. Бескровный. — М.: Наука, 1979. — 128 с. — 120 000 экз.
- Скрынников Р. Г. Борис Годунов. — М.: Наука, 1979. — 192 с. — Допечатка тиража 100 000 экз.
- Фёдоров А. Г. Лётчики на защите Москвы / отв. ред. А. Д. Колесник. — М.: Наука, 1979. — 192 с. — 100 000 экз.
- Цамерян И. П. Нации и национальные отношения в развитом социалистическом обществе / отв. ред. Ц. А. Степанян. — М.: Наука, 1979. — 192 с. — 52 000 экз.

### 1980
- Воронов Ю. Н. Диоскуриада — Себастополис — Цхум / отв. ред. Д. Б. Шелов. — М.: Наука, 1980. — 128 с. — 35 800 экз.
- Каргалов В. В. Конец ордынского ига / отв. ред. В. И. Буганов. — М.: Наука, 1980. — 152 с. — 200 000 экз.
- Формозов А. А. Памятники первобытного искусства на территории СССР / отв. ред. Н. Я. Мерперт. — 2-е изд., доп. и перераб. — М.: Наука, 1980. — 136 с. — 61 800 экз.
- Шацилло К. Ф. 1905-й год / отв. ред. И. М. Пушкарёва. — М.: Наука, 1980. — 192 с. — 50 000 экз.

### 1981
- Бобылёв П. Н. На защите Советской республики / отв. ред. Н. Н. Азовцев. — М.: Наука, 1981. — 152 с. — 30 000 экз.
- Вадецкая Э. Б. Сказы о древних курганах / отв. ред. В. Е. Ларичев. — Новосибирск: Наука, Сибирское отд-ние, 1981. — 112 с. — 150 000 экз.
- Дьяков Ю. Л. Подвиг строителей индустрии тыла (1941—1945) / отв. ред. акад. А. М. Самсонов. — М.: Наука, 1981. — 176 с. — 18 500 экз.
- Козлов В. П. Колумбы российских древностей / отв. ред. В. И. Буганов. — М.: Наука, 1981. — 168 с. — 150 000 экз.
- Овчинников Р. В. Над „пугачёвскими“ страницами Пушкина / отв. ред. А. А. Преображенский. — М.: Наука, 1981. — 160, [8] с. — 200 000 экз.
- Попов А. И. Следы времён минувших: Из истории географических названий Ленинградской, Псковской и Новгородской областей / Отв. ред. чл.-кор. АН СССР Ф. П. Филин. — Л.: Наука. Ленингр. отд-ние, 1981. — 208 с. — (Страницы истории нашей Родины). — 100 000 экз.
- Урванцев Н. Н. Открытие Норильска / отв. ред. акад. А. Л. Яншин. — М.: Наука, 1981. — 176 с. — 50 000 экз.

### 1982
- Зимин А. А., Хорошкевич А. Л. Россия времени Ивана Грозного / Отв. ред. член-корр. АН СССР В. Т. Пашуто. — М.: Наука, 1982. — 185 с. — (Из истории нашей Родины). — 100 000 экз. (Единственное издание, где название серии на титульном листе несколько отличается от общепринятого).

- Кудрявцев А. А. Древний Дербент. — М.: Наука, 1982. — 176 с. — (Страницы истории нашей Родины). — 120 000 экз.

### 1983
- Нечкина М. В. Декабристы. — М.: Наука, 1983. — 160 с. — (Страницы истории нашей Родины).

### 1984
- Каргалов В. В. Конец ордынского ига. — М.: Наука, 1984. — 152 с. — (Страницы истории нашей Родины).

### 1985
- Громыко М. М. Сибирские знакомые и друзья Ф. М. Достоевского: 1850—1854 гг. — Новосибирск: Наука, Сибирское отд-ние, 1985. — 168 с. — (Страницы истории нашей Родины).
- Козлов В. П. Колумбы российских древностей / Отв. ред. д-р ист. наук В. И. Буганов. — М.: Наука, 1985. — 176 с. — (Страницы истории нашей Родины).
- Овчинников Р. В. Над «пугачёвскими» страницами Пушкина / Отв. ред. д-р ист. наук А. А. Преображенский. — М.: Наука, 1985. — 160, [8] с. — (Страницы истории нашей Родины).
- Соболева Н. А. Старинные гербы российских городов / Отв. ред. д-р ист. наук В. И. Буганов. — М.: Наука, 1985. — 176 с. — (Страницы истории нашей Родины). — 100 000 экз.

### 1986
- Коломинов В. В., Файнштейн М. Ш. Храм муз словесных (Из истории Российской Академии). — Л.: Наука, Ленингр. отд-ние, 1986. — 152 с. — (Страницы истории нашей Родины). — 90 000 экз.
- Кочкуркина С. И. Корела и Русь / Отв. ред. А. Н. Кирпичников. — Л.: Наука, Ленингр. отд-ние, 1986. — 144 с. — (История нашей Родины). — 28 000 экз.
- Павлюченко Э. А. В добровольном изгнании: О жёнах и сёстрах декабристов. — М.: Наука, 1986. — 160, [16] с. — (Страницы истории нашей Родины).
- Плетнёва С. А. Хазары. — М.: Наука, 1986. — 96 с. — (Страницы истории нашей Родины).

### 1987
- Ирошников М. П. Рождённое Октябрём: Очерки истории становления Советского государства. — Л.: Наука, Ленингр. отд-ние, 1987. — 256, [8] с. — (Страницы истории нашей Родины).
- Мезенин Н. А. Лауреаты Демидовских премий Петербургской Академии наук (1832-1865 гг.) / Отв. ред. Н. И. Невская. — Л.: Наука, Ленингр. отд-ние, 1987. — 208 с. — (Страницы истории нашей Родины). — 20 000 экз.
- Никитин Н. И. Сибирская эпопея XVII века / Отв. ред. А. А. Преображенский. — М.: Наука, 1987. — 176 с. — (Страницы истории нашей Родины). — 50 000 экз.
- Орлик О. В. «Гроза двенадцатого года…». — М.: Наука, 1987. — 192 с. — (Страницы истории нашей Родины). — 100 000 экз.

### 1988
- Альшиц Д. Н. Начало самодержавия в России: Государство Ивана Грозного / Отв. ред. академик Д. С. Лихачёв. — Л.: Наука, Ленингр. отд-ние, 1988. — 248 с. — (Страницы истории нашей Родины). — 100 000 экз.
- Денисова Л. Н. Всеобщее среднее образование и социальный прогресс села. — М.: Наука, 1988. — 176 с. — (Страницы истории нашей Родины).
- Егоров Б. Ф. Петрашевцы. — Л.: Наука, Ленингр. отд-ние, 1988. — 240, [20] с. — (Страницы истории нашей Родины).
- Лурье Я. С. Русские современники Возрождения: Книгописец Ефросин, дьяк Фёдор Курицын. — Л.: Наука, Ленингр. отд-ние, 1988. — 160 с. — (Страницы истории нашей Родины). — 58 000 экз. — ISBN 5-02-027863-7.
- Скрынников Р. Г. Смута в России в начале XVII в. Иван Болотников / Отв. ред. д-р ист. наук А. Г. Маньков. — Л.: Наука, Ленингр. отд-ние, 1988. — 256 с. — (Страницы истории нашей Родины). — 50 000 экз. — ISBN 5-02-027218-3.

### 1989
- Агбунов М. В. Путешествие в загадочную Скифию. — М.: Наука, 1989. — 192, [16] с. — (Страницы истории нашей Родины). — 50 000 экз. — ISBN 5-02-004620-5.
- Буганов В. И. Пётр Великий и его время / Отв. ред. член-корр. АН СССР А. П. Новосельцев. — М.: Наука, 1989. — 192 с. — (Страницы истории нашей Родины). — 300 000 экз. — ISBN 5-02-009471-4.
- Иоффе Г. З. «Белое дело». Генерал Корнилов / Отв. ред. д-р ист. наук В. П. Наумов.. — М.: Наука, 1989. — 288, [4] с. — (Страницы истории нашей Родины). — 50 000 экз. — ISBN 5-02-008533-2. (в пер.)

- Козлов В. П. «История государства российского» Н. М. Карамзина в оценках современников / Отв. ред. д-р ист. наук В. И. Буганов. АН СССР.. — М.: Наука, 1989. — 224 с. — (Страницы истории нашей Родины). — 30 000 экз. — ISBN 5-02-009482-X.
- Соскин В. Л. Сибирь, революция, наука. — Новосибирск: Наука, Сибирское отд-ние, 1989. — 176 с. — (Страницы истории нашей Родины).

### 1990
- Плетнёва С. А. Половцы. — М.: Наука, 1990. — 208 с. — (Страницы истории нашей Родины). — 25 000 экз. — ISBN 5-02-009542-7.
- Скрынников Р. Г. Самозванцы в России в начале XVII века. Григорий Отрепьев / Отв. ред. А. П. Деревянко.. — Изд. 2-е, испр. и доп. — Новосибирск: Наука, Сибирское отд-ние, 1990. — 240 с. — (Страницы истории нашей Родины). — 300 000 экз. — ISBN 5-02-029629-5.
- Чикачёв А. Г. Русские на Индигирке: Историко-этнографический очерк / Отв. ред. д-р филол. наук А. И. Фёдоров.. — Новосибирск: Наука, Сибирское отд-ние, 1990. — 192 с. — (Страницы истории нашей Родины). — 25 000 экз. — ISBN 5-02-029623-6.

### 1991
- Алексеев Ю. Г. Государь всея Руси (Иван III) / Отв. ред. член-корр. АН СССР Н. Н. Покровский. — Новосибирск: Наука, Сибирское отд-ние, 1991. — 240 с. — (Страницы истории нашей Родины). — 175 000 экз. — ISBN 5-02-029736-4.
- Клеймёнова Р. Н. Книжная Москва первой половины XIX века. — М.: Наука, 1991. — (Страницы истории нашей Родины).
- Сагалаев А. М., Крюков В. М. Г. Н. Потанин: Опыт осмысления личности / Отв. ред. Р. С. Васильевский. — Новосибирск: Наука, Сиб. отд-ние, 1991. — 232 с. — (Страницы истории нашей Родины). — 5700 экз. — ISBN 5-02-029735-6.
- Шепелев Л. Е. Титулы, мундиры, ордена в Российской империи / Отв. ред. чл.-кор. АН СССР Б. В. Ананьич; Худож. В. М. Иванов. — Л.: Наука. Ленингр. отд-ние, 1991. — 224, [1] с. — (Страницы истории нашей Родины). — 40 000 экз. — ISBN 5-02-027196-9.
- Исторические силуэты: Антология. — М.: Наука, 1991. — 256 с. — (Страницы истории нашей Родины). — 60 000 экз. — ISBN 5-02-009554-0.

В сборнике собраны исторические портреты видных деятелей России начала XX в. — первого премьера Временного правительства князя Г. Е. Львова, крупного царского сановника графа И. И. Воронцова-Дашкова, лидера «Союза 17 октября» А. И. Гучкова, члена ЦК кадетской партии, будущего всемирно известного учёного академика В. И. Вернадского, деятеля торгово-промышленного мира России миллионера П. П. Рябушинского, а также одного из наиболее ярких представителей российской социал-демократии Л. Д. Троцкого. Даются сведения биографического характера, анализируются общественно-политические воззрения, оценивается роль и место каждого лица в общественной и политической жизни.

### 1992
- Агбунов М. В. Античная география Северного Причерноморья. — М.: Наука, 1992. — 240 с. — (Страницы истории нашей Родины). — 10 000 экз. — ISBN 5-02-005860-2.
- Сагалаев А. М. Алтай в зеркале мифа. — Новосибирск: Наука, Сибирское отд-ние, 1992. — 176 с. — (Страницы истории нашей Родины). — … экз. — ISBN ….
- Тиваненко А. В. Декабристы в Забайкалье: (Селенгинские страницы). — Новосибирск: Наука, Сибирское отд-ние, 1992. — 168 с. — (Страницы истории нашей Родины). — … экз. — ISBN ….

## Список книг по авторам
1. Агбунов М. В. Античная география Северного Причерноморья. (1992)
2. Агбунов М. В. Путешествие в загадочную Скифию. (1989)
3. Алексеев Ю. Г. Государь всея Руси (Иван III)
4. Альшиц Д. Н. Начало самодержавия в России. (1988)
5. Белов С. В., Толстяков А. П. Русские издатели конца XIX—начала XX века. (1976)
6. Брашинский И. Б. В поисках скифских сокровищ. (1979)
7. Буганов В. И. Пётр Великий и его время. (1989)
8. Вадецкая Э. Б. Сказы о древних курганах.
9. Воронов Ю. Н. Диоскуриада-Себастополис-Цхум. (1980)
10. Гемуев И. Н., Салагиев А. М., Соловьёв А. И. Легенды и были таёжного края. (1989)
11. Громыко М. М. Сибирские знакомые и друзья Ф. М. Достоевского.1850-1854 гг. (1985)
12. Денисова Л. Н. Всеобщее среднее образование и социальный прогресс села. (1988)
13. Драчук В. С. Рассказывает геральдика. (1977)
14. Дьяков Ю. Л. Подвиг строителей индустрии тыла. 1941—1945 гг. (1981)
15. Егоров Б. Ф. Петрашевцы. (1988)
16. Зимин А. А., Хорошкевич А. Л. Россия времени Ивана Грозного. (1982)
17. Золотарёв В. А., Межевич М. Н. История нелёгкой победы.
18. Иоффе Г. З. Белое дело. Генерал Корнилов. (1989)
19. Исторические силуэты (сборник) (1991)
20. Клеймёнова Р. Н. Книжная Москва первой половины XIX века. (1991)
21. Клименко В. А. Борьба с контрреволюцией в Москве.1917-1920 гг. (1978)
22. Козлов В. П. История государства российского Н. М. Карамзина в оценках современников.
23. Козлов В. П. Колумбы российских древностей.
24. Коломинов В. В., Файнштейн М. Ш. Храм муз словесных (Из истории Российской Академии).
25. Кочкуркина С. И. Корела и Русь. (1986)
26. Кругликова И. Т. Синдская гавань. Горгиппия. Анапа. (1978)
27. Кудрявцев А. А. Древний Дербент. (1982)
28. Курмачёва М. Д. Петербургская академия наук и М. В. Ломоносов. (1975)
29. Лозинская Л. Я. Во главе двух академий (Е. Р. Дашкова).
30. Лурье Я. С. Русские современники Возрождения.
31. Мезенин Н. А. Лауреаты Демидовских премий.
32. Нечкина М. В. Декабристы. (1982, 1983)
33. Никитин Н. И. Сибирская эпопея XVII века.
34. Овчинников Р. В. Над Пугачёвскими страницами Пушкина.
35. Орлик О. В. Гроза двенадцатого года…
36. Павлова Л. Я. Декабристы — участники войн 1805—1814 гг.
37. Павлюченко Э. А. В добровольном изгнании.
38. Плетнёва С. А. Половцы. (1990)
39. Плетнёва С. А. Хазары.
40. Поляков Ю. А., Чугунов А. И. Конец басмачества. (1976)
41. Попов А. И. Следы времён минувших: Из истории географических названий Ленинградской, Псковской и Новгородской областей.
42. Сагалаев А. М. Алтай в зеркале мифа. (1992)
43. Скрынников Р. Г. Борис Годунов.
44. Скрынников Р. Г. Самозванцы в России в начале XVII века. Григорий Отрепьев.
45. Скрынников Р. Г. Смута в России в начале XVII в. Иван Болотников.
46. Соболева Н. А. Старинные гербы российских городов. (1985)
47. Соскин В. Л. Сибирь, революция, наука.
48. Урванцев Н. Н. Открытие Норильска. (1981)
49. Фёдоров А. Г. Лётчики на защите Москвы.
50. Формозов А. А. Памятники первобытного искусства на территории СССР.
51. Цамерян И. П. Нации и национальные отношения в развитом социалистическом обществе.
52. Чикачёв А. Г. Русские на Индигирке.
53. Шацилло К. Ф. 1905-й год. (1980)
54. Шепелёв Л. Е. Титулы, мундиры, ордена в Российской империи. (1991)